# Джена (співачка)
Джена (нар. 3 липня 1985 року, Разград, Народна Республіка Болгарія) — болгарська співачка.

## Дискографія
- 2008 Грешни мисли
- 2010 Не знаеш коя съм
- 2012 Да видя какво е
- 2014 Моли се да не почна